# Bjarke Jacobsen
Bjarke Halfdan Jacobsen (Helsinge, 21 agosto 1993) è un calciatore danese, centrocampista del Wehen Wiesbaden.

## Carriera

### Club
Ha giocato nella prima divisione danese e nella seconda divisione tedesca.

### Nazionale
Ha giocato nella nazionale danese Under-20.

## Palmarès

### Club

#### Competizioni nazionali
- 2. Division: 1

Helsingør: 2013-2014